# کلیسای همه مقدسین در کولیشکی، مسکو

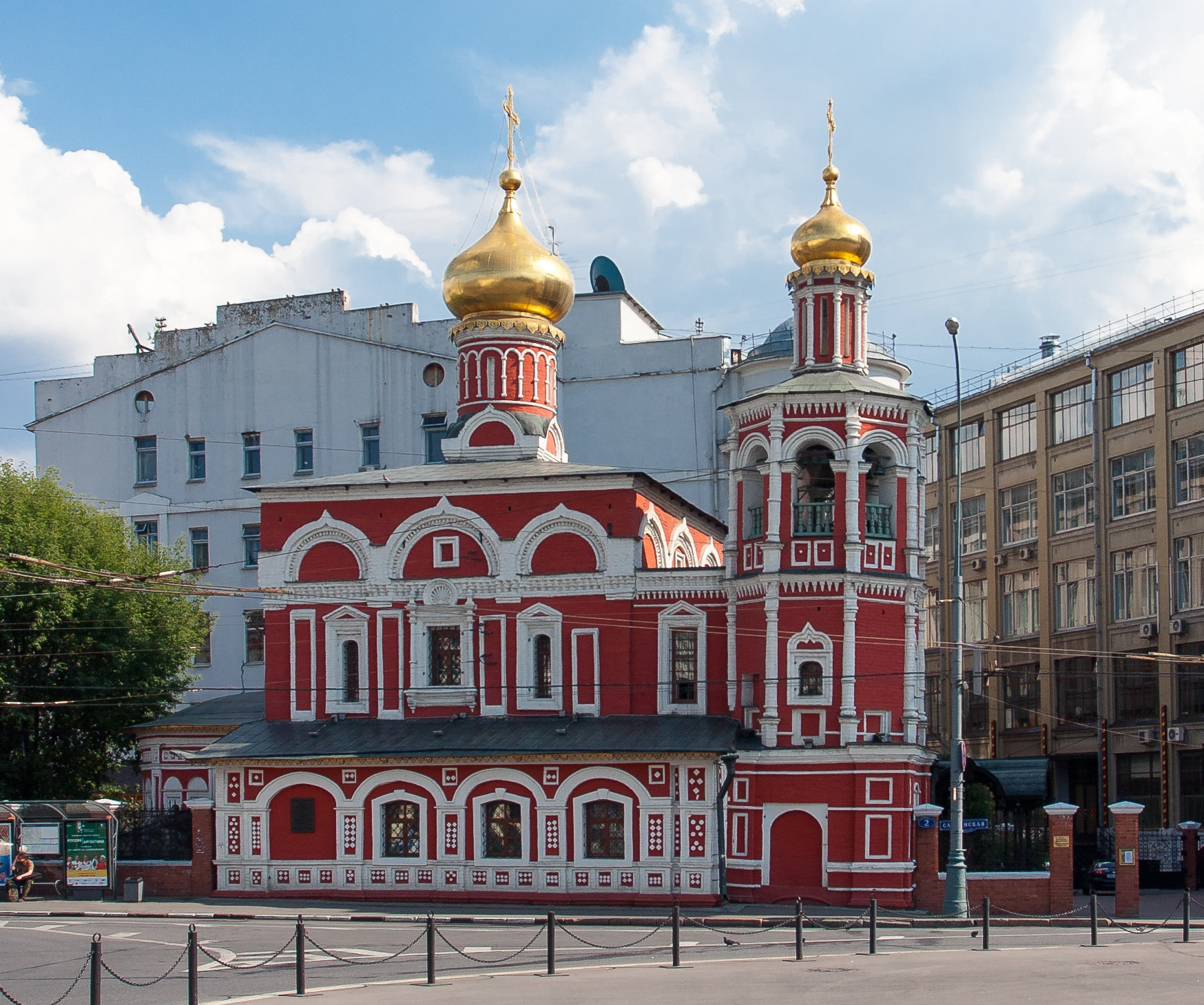
نمای از میدان اسلاویانسکایا

کلیسای تمام مقدسین در کولیشکی (روسی: Церковь Всех Святых на Кулишках) یکی از قدیمی‌ترین کلیساهای مسکو است که در میدان اسلاویانسکایا شماره ۲ واقع شده است. یکی از ویژگی‌های قابل توجه این کلیسا، برج ناقوس کج آن است. این کلیسا در قرن چهاردهم میلادی بنیان‌گذاری شد و در طول تاریخ بارها بازسازی و مرمت شده است. معماری آن ترکیبی از سبک‌های سنتی روسی و عناصر باروک است و در دوران اتحاد جماهیر شوروی به‌عنوان انبار مورد استفاده قرار گرفت. امروزه این بنا به‌عنوان میراث فرهنگی ثبت شده و مورد توجه گردشگران و پژوهشگران قرار دارد.

## تاریخچه
اولین کلیسای چوبی در این مکان توسط دیمیتری دانسکوی، به احتمال زیاد در سال ۱۳۸۰ پس از نبرد کولیکوو ساخته شد. در قرن چهاردهم، مکانی که برای کلیسا انتخاب شده بود، از مرز مسکو بسیار دور بود و کلمه کولیچکی مترادف با انتهای جهان یا در میان ناکجاآباد شد، اما اکنون در مرکز تاریخی مسکو قرار دارد.
این کلیسا در سال ۱۴۸۸ به‌طور کامل با سنگ بازسازی شد و دوباره در سال‌های ۱۶۸۷ تا ۱۶۸۹ به سبک باروک مسکویی بازسازی شد.
پس از انقلاب اکتبر، کلیسا غارت شد. در سال ۱۹۳۰، بسته شد و در دهه ۱۹۳۰ توسط کمیساریای خلق در امور داخلی به عنوان محل اعدام‌های دسته جمعی مورد استفاده قرار گرفت. در سال ۱۹۷۵، این ساختمان به موزه تاریخ مسکو منتقل شد و در سال ۱۹۹۱، به کلیسای ارتدکس روسیه بازگردانده شد. در سال ۱۹۹۴، صلیبی به یاد قربانیان سرکوب‌های شوروی در اینجا قرار داده شد.
در ۳۱ مارس ۱۹۹۹، متوچیون کلیسای ارتدکس شرقی اسکندریه از اودسا به مسکو منتقل شد و در کلیسای همه مقدسین قرار گرفت. این انتقال به منظور تقویت روابط معنوی و فرهنگی میان کلیسای ارتدکس روسیه و پاتریارک‌نشین اسکندریه انجام شد. از آن زمان، کلیسای همه مقدسین به‌عنوان مقر رسمی نمایندگی پاتریارک اسکندریه در روسیه شناخته می‌شود. مراسم مذهبی ویژه‌ای به مناسبت این انتقال برگزار شد و شخصیت‌های برجستهٔ مذهبی و دیپلماتیک در آن حضور یافتند. این رویداد نقطهٔ عطفی در تعاملات بین‌الکلیسایی محسوب می‌شود. در ۲۵ نوامبر ۲۰۱۹، پاتریارک کیریل مسکو و سراسر روسیه، کار متوچیون اسکندریه در مسکو را به حالت تعلیق درآورد. دلیل این امر، به رسمیت شناختن کلیسای ارتدکس اوکراین توسط پاتریارک اسکندریه بود.
در ۱۱ اکتبر ۲۰۲۱، با حکم پاتریارک کریل، اسقف اعظم لئونید (میخائیل گورباچف) ایروان و ارمنستان به عنوان رئیس کلیسای همه مقدسین در کولیشکی در مسکو منصوب شد. این انتصاب در چارچوب تقویت ساختار اداری کلیسای ارتدکس روسیه و گسترش فعالیت‌های مذهبی در سطح بین‌المللی صورت گرفت. اسقف لئونید پیش‌تر در مأموریت‌های مذهبی و دیپلماتیک در قفقاز جنوبی و خاورمیانه فعالیت داشته و به عنوان چهره‌ای شناخته‌شده در روابط بین‌الکلیسایی مطرح است. مراسم معارفهٔ رسمی او با حضور روحانیون بلندپایه و نمایندگان کلیساهای ارتدکس دیگر برگزار شد. در ۳۰ دسامبر ۲۰۲۱، اسقف اعظم لئونید (گورباچف) اعلام کرد که این کلیسا برای نیازهای اداری اسقف‌نشین تازه تأسیس آفریقا تعیین شده است.